# Schwerbehindertenausweis

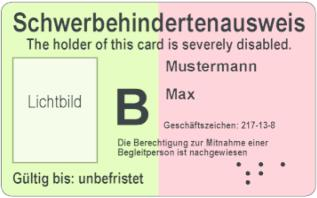
Vorderseite eines Schwerbehindertenausweises in Deutschland:
Mit Merkzeichen:
grün/orange,
ohne Merkzeichen:
nur grün.
Das große „B“ steht für die Berechtigung zur unentgeltlichen Mitnahme einer Begleitperson bei der Benutzung öffentlicher Verkehrsmittel.

Ein Schwerbehindertenausweis ist ein in Deutschland bundeseinheitlicher Nachweis über den Status als schwerbehinderter Mensch, den Grad der Behinderung (GdB) und weitere gesundheitliche Merkmale, die Voraussetzung für die Inanspruchnahme von Rechten und Nachteilsausgleichen sind. Der Ausweis wird vom Versorgungsamt bzw. einer anderen nach Landesrecht zuständigen Behörde auf Antrag ausgestellt. Die Gestaltung des Ausweises ist in der Schwerbehindertenausweisverordnung (SchwbAwV) geregelt. Ein Ausweis wird ab einem festgestellten Grad der Behinderung (GdB) von wenigstens 50 ausgestellt.
Anmerkung:

Bereits ab einem GdB von 20 wird ein Behindertenpauschbetrag der Höhe nach gestaffelt im deutschen Einkommensteuergesetz gewährt, mit dem behinderte Menschen Mehraufwendungen, die durch ihre Behinderung entstehen, vereinfacht steuerlich geltend machen können.

## Funktion
Der Schwerbehindertenausweis dient dem Nachweis für die Berechtigung zur Inanspruchnahme von Leistungen und sonstigen Hilfen, die schwerbehinderten Menschen nach dem 3. Teil des Neunten Buchs Sozialgesetzbuch oder nach anderen Vorschriften zustehen (§ 152 Abs. 5 Satz 2 SGB IX), etwa:
- der besondere arbeitsrechtliche Kündigungsschutz,
- der Anspruch auf den Zusatzurlaub,
- Vergünstigungen bei der Besteuerung des Einkommens (in Form von Freibeträgen) sowie
- die unentgeltliche Beförderung im öffentlichen Personennahverkehr oder
- für den Erhalt des Euroschlüssels.

Die ausstellende Behörde vermerkt auf dem Schwerbehindertenausweis:
- Auf der Vorderseite:
  - (In Form eines großen „B“) die Berechtigung zur Mitnahme einer Begleitperson bei der Benutzung öffentlicher Verkehrsmitteln und
  - (ganz unten) den Ablauf der Gültigkeit des Ausweises 
 (sofern er nicht „unbefristet gültig“ ist),
- Auf der Rückseite:
  - (ganz oben) gesundheitliche Merkmale in Form von Merkzeichen,
  - (oben rechts) den festgestellten Grad der Behinderung (GdB). 
 Dieser wird als ganze, auf 10 gerundete Zahl angegeben, die in diesem Fall von 50 bis 100 reicht und
  - den Namen der ausstellenden Behörde (z. B. das Landratsamt oder Versorgungsamt) und
  - (ganz unten) ab wann derAusweis gültig ist.

Zum Ausweis gehört mitunter ein „Beiblatt“, was zur Beantragung einer Kraftfahrzeugsteuervergünstigung oder mit der darauf befindlichen Wertmarke zur Unentgeltlichen Beförderung im öffentlichen Verkehr bedeutsam ist. Dieses Beiblatt erhält man nur, wenn mindestens ein Merkzeichen auf dem Ausweis eingetragen wurde. Dann ist der Behindertenausweis grün/orange. Ohne Merkzeichen ist der Ausweis nur grün.
Im Schwerbehindertenausweis wird im Unterschied zum Feststellungsbescheid (dieser enthält auch Aussagen zur Behinderungsart) nicht angegeben, auf welchen Funktionsstörungen die Behinderung beruht. Ist die Schwerbehinderteneigenschaft nachzuweisen, genügt es, den Ausweis vorzulegen. Der Feststellungsbescheid darf jedoch, was manche Arbeitgeber nicht wissen oder nicht beachten, nicht verlangt werden.
Mit Hilfe eines überörtlichen Sozialhilfeträgers ist es möglich, einen Assistenten für den Alltag finanzieren zu lassen. Diese Kostenübernahme ist auch möglich für Helfer von Kindern während der Schulzeit.

## Merkmale und Merkzeichen
Die Grundfarbe des Ausweises ist grün.

Falls eines der Merkzeichen:
- „G“: Erhebliche Beeinträchtigung der Bewegungsfähigkeit im Straßenverkehr,
- „aG“: Außergewöhnliche Gehbehinderung,
- „H“: Hilflos im Sinne des Einkommensteuergesetzes, berechtigt zur Mitnahme einer Begleitperson bei der Benutzung öffentlicher Verkehrsmittel, nicht im Sinne des SGB XII
- „Bl“: Blind oder
- „Gl“: Gehörlos

festgestellt wurde, weist der Ausweis zusätzlich einen orangefarbenen Flächenaufdruck auf. Der Ausweis mit orangefarbenem Flächenaufdruck ermöglicht Behinderten die „unentgeltliche“ Beförderung im öffentlichen Personennahverkehr, falls zusätzlich eine gültige Wertmarke auf dem „Beiblatt“ vorhanden ist. 
 Für die Freifahrten-Wertmarke ist eine Zuzahlung von 104 € pro Jahr bzw. 53 € für ein halbes Jahr zu leisten. Die Zuzahlung entfällt bei den Merkzeichen „Bl“ (Blindheit), „TBl“ (Taubblindheit) und „H“ (Hilflosigkeit). Leistungsempfänger nach dem Sozialgesetzbuch (SGB II, SGB VIII, SGB XII, SGB XIV) oder dem Bundesentschädigungsgesetz sind ebenfalls von der Zuzahlung befreit.
Schwerbehinderte mit den Merkzeichen „G“ oder „Gl“ können wählen, ob sie die Freifahrten in Anspruch nehmen wollen oder eine Ermäßigung der Kraftfahrzeugsteuer von 50 Prozent. Personen, die außergewöhnlich gehbehindert („aG“), blind („Bl“) oder hilflos („H“) sind oder deren Schwerbehindertenausweis den Aufdruck „kriegsbeschädigt“ aufweist, können sich von der Kraftfahrzeugsteuer befreien lassen und zusätzlich unentgeltlich den öffentlichen Personennahverkehr nutzen. Die steuerlichen Vorteile sind nur möglich, wenn das zu begünstigende Fahrzeug auf den Namen des oder der Schwerbehinderten zugelassen ist. Für eine Beantragung einer Wertmarke, der Steuer-ermäßigung oder -befreiung muss der Schwerbehindertenausweis samt Beiblatt bei der Kraftfahrzeugsteuerstelle des für den Halter zuständigen Hauptzollamts vorgelegt werden; auch die örtlichen Zollämter nehmen solche Anträge entgegen.
Ist auf der Vorderseite des Ausweises das Merkzeichen „B“ (Begleitperson) nicht gestrichen (nur bei grün/orangem Ausweis), so fährt auch eine beliebige Begleitperson im gesamten Personenverkehr unentgeltlich mit. Das gilt auch, wenn die schwerbehinderte Person keine Wertmarke erworben oder die Kraftfahrzeugsteuerermäßigung in Anspruch genommen hat.
Der Ausweis kann folgende Merkzeichen aufweisen:
| Zeichen | Bedeutung | Rechtsgrundlage |
| ------- | --- | --- |
| aG      | Außergewöhnliche Gehbehinderung | § 3 Abs. 1 Nr. 1 SchwbAwV, § 6 Abs. 1 Nr. 15 StVG |
| H       | Hilflos im Sinne des Einkommensteuergesetzes, berechtigt zur Mitnahme einer Begleitperson bei der Benutzung öffentlicher Verkehrsmittel, nicht im Sinne des SGB XII                                                                              | § 3 Abs. 1 Nr. 2 SchwbAwV, § 33b EStG |
| Bl      | Blind | § 3 Abs. 1 Nr. 3 SchwbAwV, § 72 Abs. 5 SGB XII |
| Gl      | Gehörlos | § 3 Abs. 1 Nr. 4 SchwbAwV, § 228 SGB IX |
| RF      | Ermäßigung des Rundfunkbeitrags um 2/3 auf Antrag (bis 2012 vollständige Befreiung von der damaligen Rundfunkgebühr) Sozialtarif für Verbindungen im Netz der Deutschen Telekom                                                                  | § 3 Abs. 1 Nr. 5 SchwbAwV, § 4 Abs. 2 RBStV, landesrechtliche Regelungen für die Befreiung von der Rundfunkgebührenpflicht                               |
| 1. Kl.  | Berechtigt zur Nutzung der ersten Klasse in Eisenbahnen mit Fahrkarten für die Zweite Klasse oder innerhalb des persönlichen Streckenverzeichnisses (nur bei Versorgungsempfängern nach Bundesversorgungsgesetz oder Bundesentschädigungsgesetz) | § 3 Abs. 1 Nr. 6 SchwbAwV, tariflich festgelegte gesundheitliche Voraussetzungen für die Benutzung der 1. Wagenklasse mit Fahrausweis der 2. Wagenklasse |
| B       | Berechtigung zur Mitnahme einer Begleitperson bei der Benutzung öffentlicher Verkehrsmittel | § 3 Abs. 2 SchwbAwV, § 229 Abs. 2 SGB IX |
| G       | Erhebliche Beeinträchtigung der Bewegungsfähigkeit im Straßenverkehr | § 3 Abs. 2 SchwbAwV, § 229 Abs. 1 Satz 1 SGB IX |
| TBl     | Taubblind | § 3 Abs. 1 Nr. 8 SchwbAwV, § 72 Abs. 5 SGB XII |

Außerdem kann auf dem Schwerbehindertenausweis „kriegsbeschädigt“ aufgedruckt sein, falls eine Kriegsbeschädigung mindestens vom GdB 50 vorliegt (unabhängig vom Gesamt-GdB). Diese Einstufung hat die gleichen Folgen wie das Merkmal „aG“, führt also auch zur kostenlosen Beförderung im öffentlichen Nahverkehr und zur Befreiung von der Kfz-Steuer (§§ 3a und 17 KraftStG).
Darüber hinaus haben die Länder Verwaltungsvorschriften über die Bewilligung von Parkerleichterungen für besondere Gruppen gehbehinderter Menschen (VwV Parkerleichterungen) zu § 46 Abs. 1 Nr. 11 der StVO erlassen, auf Grund deren dieser Personenkreis eine international gültige Parkkarte erhalten kann, mit der Behindertenparkplätze benutzt werden dürfen und auf öffentlichen Parkplätzen kostenfreies Parken gestattet ist.
Wer das Zeichen „G“ und „B“ im Ausweis hat und erheblich gehbehindert ist, z. B. durch eine Wirbelsäulen- oder Herzerkrankung, kann einen besonderen Parkausweis erhalten. Er berechtigt nicht zur Benutzung eines Behindertenparkplatzes, bietet aber sonstige Erleichterungen, z. B. Parken im eingeschränkten Haltverbot bis drei Stunden. Die Berechtigung gilt nur für das Inland und ist zumeist auf das ausstellende Bundesland beschränkt.
Wer das Zeichen „aG“ im Ausweis hat, kann einen Ausweis zur Nutzung von Behindertenparkplätzen beantragen (blaues Schild mit weißem Rollstuhl).
Wer das Zeichen „TBl“ im Ausweis hat, wird auf Antrag vollständig vom Rundfunkbeitrag befreit, beansprucht Taubblindenassistenz, doppeltes Blindengeld (derzeit nur in Berlin und Bayern, in einigen anderen Bundesländern lediglich erhöhtes Blindengeld) und Übernahme der Kosten technischer Hilfsmittel für Taubblinde durch Krankenkassen (bisher führten „Gl“ und „Bl“ zugleich zu Problemen bei der Auswahl bei der Übernahme der Kosten für Hilfsmittel, das neue Merkzeichen hat nunmehr zur vollständigen Klarheit bei den Krankenkassen geführt).

## Rechtsgrundlage
Rechtsgrundlage für den Schwerbehindertenausweis ist § 152 des SGB IX in Verbindung mit der Schwerbehindertenausweisverordnung. Maßgebend für die Bewertung des Grades der Behinderung, die Prüfung, ob die weiteren gesundheitlichen Voraussetzungen für die Feststellung von Nachteilsausgleichen vorliegen, waren bis zum 31. Dezember 2008 die Anhaltspunkte für die ärztliche Gutachtertätigkeit im sozialen Entschädigungsrecht und nach dem Schwerbehindertenrecht.
Auf Grund einer im Dezember 2007 neu geschaffenen Verordnungsermächtigung (in § 30 Abs. 17 BVG) wurden die Anhaltspunkte zum 1. Januar 2009 in die Versorgungsmedizin-Verordnung überführt und sind somit erstmals per Rechtsverordnung festgeschrieben worden. Sie sind nun für Verwaltungen und Gerichte rechtlich bindend.

## Aussehen des Ausweises

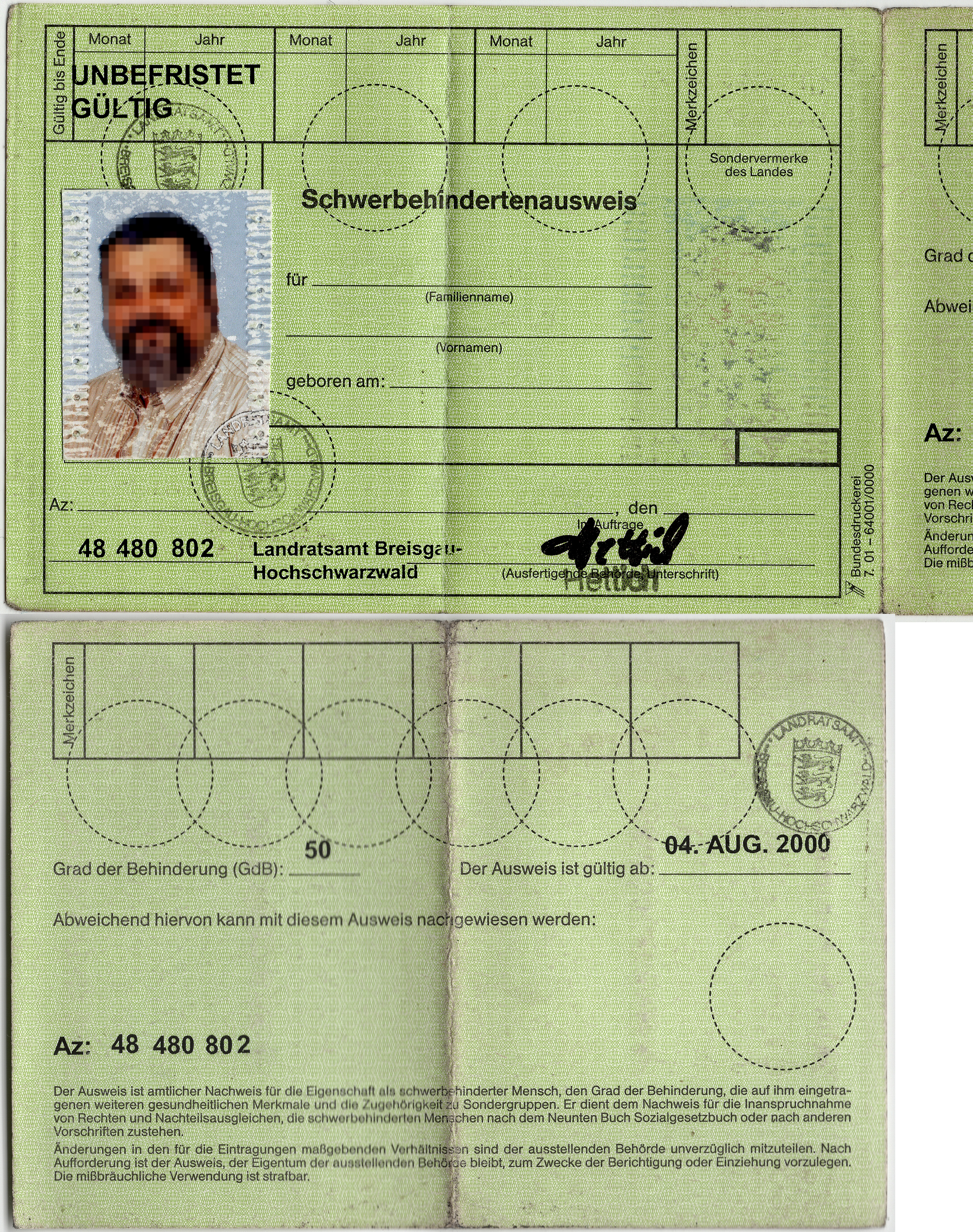
Schwerbehindertenausweis in Deutschland, alte Form bis 2013

Der Ausweis wurde in Papierform im Format DIN A6 ausgestellt. Für Schwerbehinderte ab einem Alter von zehn Jahren war er mit einem Lichtbild in Passbildgröße versehen. Er hatte die Farben grün und grün/orange (bei Merkzeichen G, aG, H, Gl, VB oder EB).
Seit dem 1. Januar 2013 war der Ausweis auch im Format einer Identifikationskarte (Kredit- oder Scheckkarte) verfügbar; seit 2015 wird er nur noch so ausgestellt. Die Identifikationskarte entspricht dem ID-1-Format von gängigen Kreditkarten. Bis zum 31. Dezember 2014 ausgegebene Ausweise nach dem alten Muster behalten ihre Gültigkeit bis zum Ablauf ihrer Gültigkeitsdauer. Sie können auf Wunsch des Betroffenen gegen eine Identifikationskarte eingetauscht werden. Das Passfoto wird eingescannt und Betroffene erhalten es zurück; die fertige Karte wird mit der Post übersandt.
Die neuen Ausweise enthalten zusätzlich einen Satz in englischer Sprache zur Schwerbehinderteneigenschaft (The holder of this card is severely disabled) sowie bei Ausweisen blinder Personen die Buchstaben sch-b-a in Brailleschrift.
Eine gegebenenfalls notwendige Wertmarke zur Nutzung der Freifahrt hat seit 2013 ebenfalls nur noch die Größe des Ausweises. Das zur Identifikationskarte passende kleinere Format kann vom entsprechend perforierten Beiblatt abgetrennt werden. Um Fälschungen zu erschweren, ist es nunmehr mit einem Kinegramm versehen.

## Online-Antrag
In zehn von den 16 Bundesländern kann der Schwerbehindertenausweis auch online beantragt werden, was zu einer beschleunigten GdB-Feststellung führen soll: Brandenburg, Berlin, Bayern, Bremen, Hamburg, Niedersachsen, Nordrhein-Westfalen, Rheinland-Pfalz, dem Saarland sowie Hessen. Der Nationale Normenkontrollrat alarmierte schon 2016: „Es ist 5 vor 12 – oder später!“ Er sieht bei der (papierlosen) Digitalisierung der Verwaltung „dringenden Handlungsbedarf“.

## EU-Behindertenausweis
Die Europäische Kommission schlug 2023 die Einführung eines Europäischen Behindertenausweises (EU-Behindertenausweis, engl.: European Disability Card) und eines Europäischen Parkausweises vor, und der Rat der Europäischen Union und das Europäische Parlament einigten sich am 4. März auf deren Einführung und nahm zwei EU-Richtlinien hierzu an. Der neue Ausweis soll EU-weit als Nachweis einer Behinderung oder eines Anspruchs auf bestimmte behinderungsbedingte Leistungen anerkannt werden.

## Sonstiges
Auf Antrag kann man in mehreren Bundesländern (Berlin, Brandenburg, Hamburg, Mecklenburg-Vorpommern, Niedersachsen, Sachsen-Anhalt und Schleswig-Holstein, Stand Juli 2018) zum Schwerbehindertenausweis kostenfrei eine spezielle Ausweishülle, den sogenannten Schwer-in-Ordnung-Ausweis, erhalten. Diese überdeckt das Wort „Schwerbehindertenausweis“ mit dem Wort „Schwer-in-Ordnung-Ausweis“. Die Idee zu dieser Ausweishülle geht auf die Schülerin Hannah Kiesbye zurück. Die vierzehnjährige Jugendliche mit Down-Syndrom aus Pinneberg kritisierte im Oktober 2017 in einem literarischen Text im Magazin kids aktuell des Vereins KIDS Hamburg e. V. medienwirksam die Formulierung „Schwerbehindertenausweis“. Diese Initiative wurde von Medien, Sozialministerien, Behindertenverbänden und politischen Parteien aufgegriffen und regte eine Diskussion um die Bezeichnung des Schwerbehindertenausweises an.